# Friedrich Ludwig Wilhelm von Bredow
Graf Friedrich Ludwig Wilhelm von Bredow (* 15. August 1763 in Görne; † 28. Oktober 1820 Kleßen) war ein preußischer Gutsbesitzer.

## Biographie
Von Bredow stammte aus dem brandenburgischen Adelsgeschlecht Bredow. Sein Vater war Georg Friedrich Ulrich von Bredow (* 14. April 1725 in Kleßen; † 26. Februar 1777 in Kleßen), dieser ehelichte am 20. November 1760 auf Schloss Nennhausen Florine Juliane Friederike von Briest (* 17. Juli 1737 in Prenzlau; † 18. Januar 1808 in Kleßen) die Mutter von „Friedrich Ludwig Wilhelm“.
Er ist ein direkter Nachfahre von Hans Christoph von Bredow (* 5. November 1623 in Wagenitz; † 1. Juni 1691 in Spandau) dem einzigen Überlebenden von Bredow des Dreißigjährigen Krieges aus dem Hause Wagenitz, dessen Bildnis mit Familie noch heute die Kirche in Wagenitz ziert.
„Als sein Vater Georg Friedrich Ulrich anno 1777 starb, war er erst 13 Jahre alt und wurde von Mutter und Vormund erzogen“ – schrieb Theodor Fontane über Friedrich Ludwig Wilhelm von Bredow.
Seine Mutter ehelichte nach dem Tod von Georg Friedrich Ulrich von Bredow zwei weitere Herrn von Bredow
1. am 20. Juni 1780 Balthasar Otto Philipp von Bredow (* 1. April 1735 in Kleßen; † 24. September 1780 in Berlin) den jüngeren Bruder von Friedrich Ludwig Wilhelms Vater und
2. am 29. November 1781 Gebhard Philipp Christof von Bredow († 2. Mai 1795) den jüngsten Bruder von Friedrich Ludwig Wilhelms Vater

Friedrich Ludwig Wilhelm blieb ihr einziges Kind. 

Am 15. Januar 1785 heiratete Friedrich Ludwig Wilhelm von Bredow in Görne Christine Luise Caroline von Otternstedt geboren am 29. Juli 1764 in Rangsdorf/Teltow und verstorben am 7. November 1820 in Kleßen.
Da er der einzige Enkel von Gebhard Ludwig von Bredow war –  seine fünf Oheime blieben kinderlos – erbte er nach dem Tod des Vaters und dessen Brüder 1796 den gesamten  Klessener Lehnsbesitz. Er war nun Gutsherr auf Friesack, Kleßen, Liepe, Görne und dem Vorwerk Damm im Havelland und Dicte (Dickte) (Rittergut, eingepfarrt zu Kleßen).
Zum Zeitpunkt des Erbes 1796 hatte der 33-jährige „Friedrich Ludwig Wilhelm von Bredow“ mit seiner Frau bereits neun Kinder, deren Zahl sich später auf siebzehn (neun Söhne und acht Töchter) erhöhte.
„Zweifellos war er bemüht, in dieser Beziehung alles nachzuholen, was in der vorigen Generation versäumt worden war, und da die Mehrung seines Grundbesitzes mit der Mehrung seiner Nachkommenschaft gleichen Schritt hielt, schien ihm der Augenblick gekommen zu sein, um diesem Besitz- und Kinderreichtum durch eine Standeserhöhung die Weihe zu geben. Die Thronbesteigung Friedrich Wilhelms III. bot den äußeren Anlaß dazu, und Friedrich Ludwig hatte auch Erfolg. Der König erhob ihn und seine gesamte Nachkommenschaft durch Diplom vom 6.7.1798 in den preußischen Grafenstand.“

## Die König-Murat-Affäre
| Görne. Der Sohn dieser dreimal verheirateten Frau: Friedrich Ludwig Wilhelm, erbt viel zusammen, weil alle seine fünf Onkels kinderlos sterben; er ist nun ziemlich reich und wird 1798 in den Grafenstand erhoben. Er erlebt dann das Jahr 1806, wo viel wieder flötengeht. |

„Zu seiner Zeit fand die König-Murat-Affaire statt, worüber ich das Aktenstück besitze.“ schrieb Fontane.

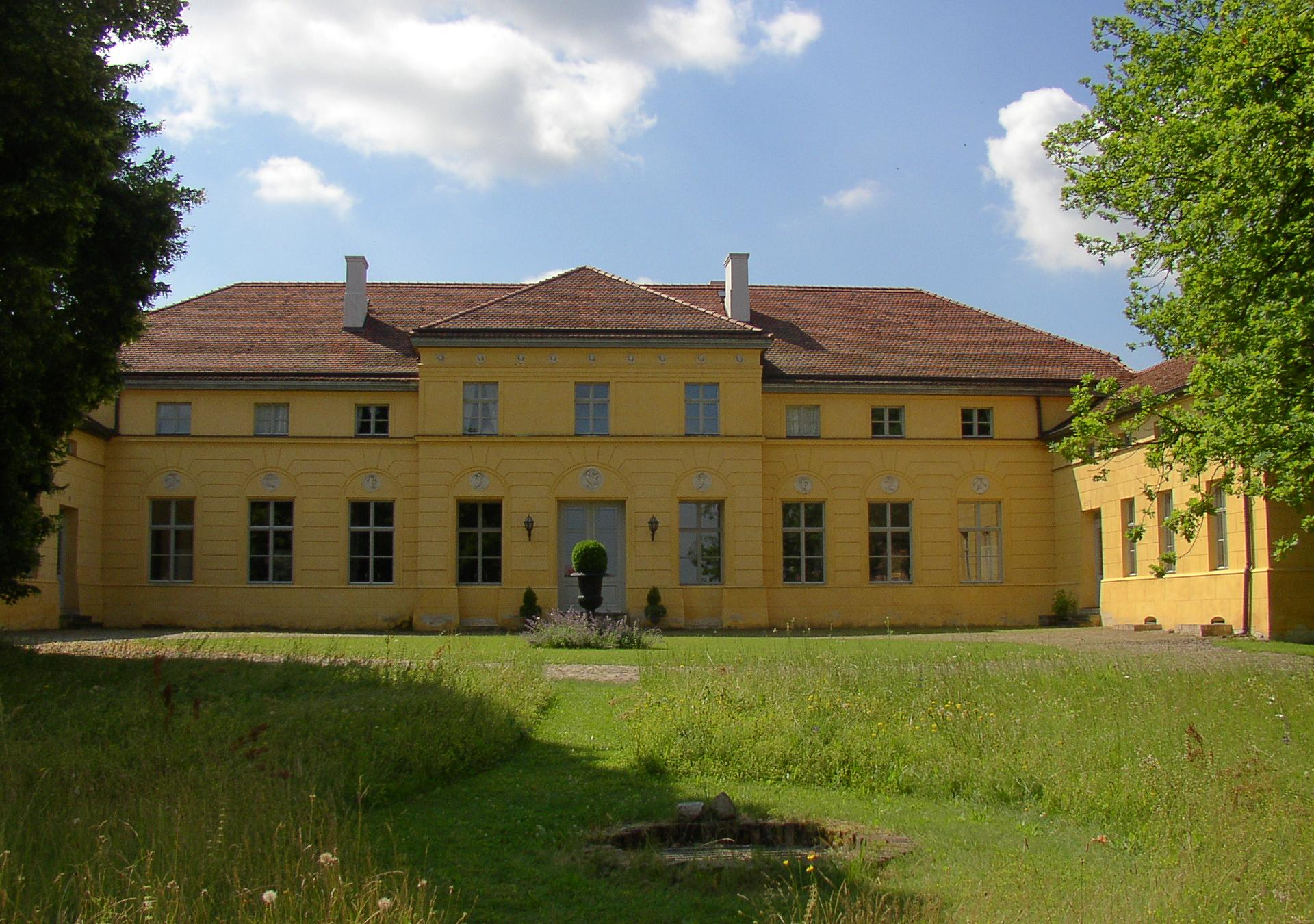
Herrenhaus in Kleßen

Im Jahre 1806 während des Vierten Koalitionskrieges zogen die französischen Truppen unter Marschall Joachim Murat durch Preußen. Aus Angst vor Plünderungen hatte Friedrich Ludwig Wilhelm von Bredow in einem schwer zu bemerkenden Verschlag seines Weinkellers auf Gut Kleßen zwei Kisten versteckt. Eine Kiste seiner Mutter mit ihrem Schmuck, Silberzeug und sonstigen Wertsachen und die andere Kiste von Friedrich Ludwig Wilhelm von Bredow selbst mit Dokumenten und Bargeld.
Im Herrenhaus derer von Bredow in Friesack nahm im November 1806 der französische Divisionsgeneral Saint Hilaire mit seinem Stab Quartier. Von diesem erfuhr Graf von Bredow, dass Marschall Murat persönlich nach Friesack kommen und sein Generalstab in Friesack Quartier nehmen wolle. Zwei Tage nach der Quartiernahme des  Divisionsgenerals Hilaire und seines Stabs wurde im Friesacker Herrenhause ein auch  infolge  durchziehender französischen Truppen entstandener Mangel an Wein festgestellt.

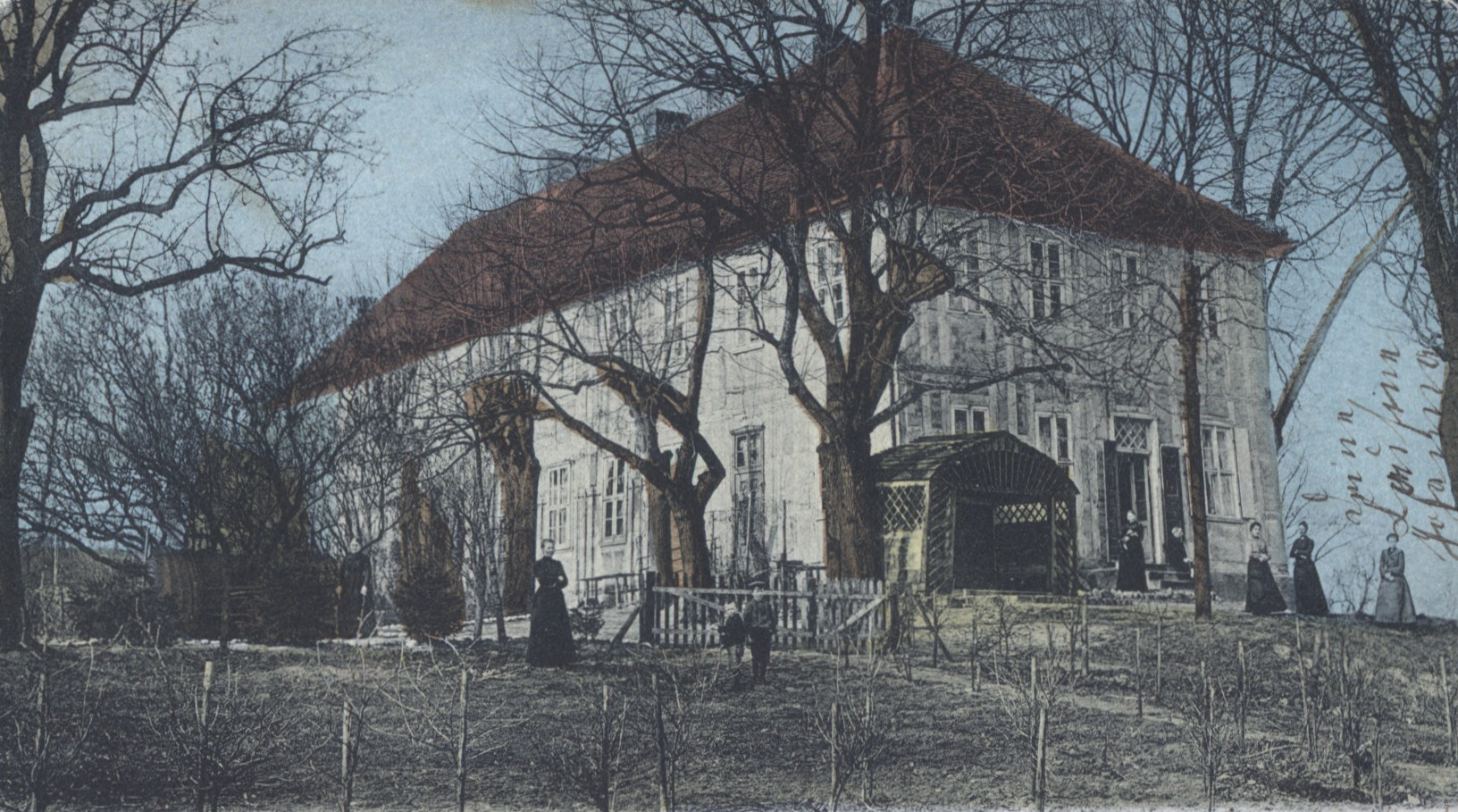
Friesack, Wirtschaftsgebäude, ca. 1900, ursprünglich Herrenhaus I

Von Kleßen, wo im Gutshaus der Bredow ebenfalls Franzosen einquartiert waren, war bekannt geworden, dass sich dort noch Vorrat befand. Also wurden zwei Wagen dorthin geschickt, Wein zu holen. Vom Murats Adjutanten, einem gewissen Colonel Manino, erfuhr Graf von Bredow, dass bereits zwei Wagen unterwegs seien,  den Mangel an Wein zu beheben.
Als die Wagen vollgepackt in Friesack ankamen, hatten sie zum großen Schreck des Grafen außer Wein auch die beiden versteckten Kisten geladen. Divisionsgeneral Hilaire nahm die Kisten sofort an sich und behauptete dem protestierenden Grafen gegenüber, er wisse, dass es sich um Staatseigentum handele. Durch seinen Protest erreichte der Graf nur, dass die Kisten bis zum Eintreffen Murats ungeöffnet blieben.
Nach Murats Eintreffen gegen Mitternacht wurden die Kisten unter der Androhung, den Grafen im Falle falscher Angaben über den Eigentümer zu fusillieren, geöffnet.
Ich besaß nur den einen Schlüssel, so wird die Erklärung des Grafen erwähnt, der andere war von meiner Mutter mitgenommen worden; man fand in dem einen Kasten die Familiendokumente, einige Obligationen und 298 Taler, 11 Silbergroschen Depositengeldes sowie auch 2735 Taler in Gold und 1250 Taler in Courant sowie auch einige alte Gold- und Silberstücke, deren Wert ich aber speziell nicht angeben kam.
Die Dokumente erhielt der Graf nach deren Überprüfung zurück, das Geld wurde wieder in die Kiste gelegt. Die zweite Kiste, die unstreitig als Privateigentum der Mutter des Grafen anerkannt wurde, musste aufgrund des fehlenden Schlüssels gewaltsam geöffnet werden.
| In diesem Kasten waren, laut Spezifikation, erstens an barem Geld: 1790 Taler in Golde – 850 Taler in Courant – 375 Taler in holländ. Dukaten – 83 Stück goldene Medaillen und seltene Münzen – 131 Stück silberne Schaumünzen, beider Wert kann ich nicht genau angeben. Zweitens an Juwelen und Schmuck: 1 großer Solitär-Brillantring, den früher der Juwelier Baudisson (auf) 2750 Taler taxiert, 1 dito, etwas kleiner, als Damenring, 1 Diademreif mit Brillanten, 1 Paar Brillant-Ohrringe, 2 andere Brillantringe à jour gefaßt, 6 Schnur echter Zahlperlen, 1 goldene Tabatiere mit dem Bildnis Friedrichs des Großen, reich mit Brillanten und couleurten Steinen besetzt. Ein Geschenk diese großen Monarchen an meinen Großoheim, den Generallieutenant von Bredow, der sein Gouverneur gewesen war. 1 silbernes komplettes Tafelservice auf 18 Personen mit den Kalenbergschen und Perkentinschen Wappen, ein Erbstück meiner Mutter. |

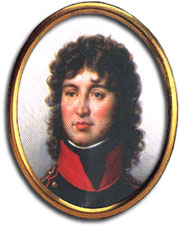
Joachim Murat, Marschall, Porträt von Jean-Baptiste Paulin Guérin

Die goldene Tabakdose mit dem Bildnis des Großen Königs gefiel Murat so sehr, dass er sie dem Grafen bezahlen wolle. Er habe nicht die Absicht, sich die Wertsachen unbezahlt anzueignen; das ihm zur Verfügung stehende Geld sei jedoch zur Auszahlung an die Truppen notwendig, wurde dem Grafen erklärt. Er solle darüber eine Quittung erhalten und sich den Betrag später in Berlin erstatten lassen. Die restlichen Wertgegenstände, darunter auch die goldene Tabakdose würden wegen „dem infamen Troß“ (so Murat wörtlich), der in den nächsten Tagen durch Friesack ziehe, verladen und zur Sicherung dem Gouverneur von Berlin übergeben werden.
Über den genannten Geldbetrag, die Juwelen und das Silberzeug erhielt der Graf schließlich eine Quittung, in der ihm versichert wurde, alles in Berlin durch das Gouvernement zurückzuerhalten. Diese Quittung war sowohl von Murat, Saint Hilaire und Colonel Manino unterschrieben. Man sagte dem Grafen, dass auch noch der Ordonnateur en chef (womit wohl der Zahlmeister gemeint war) diese Quittung unterschreiben müsse. Der würde in Kürze in Friesack eintreffen, was jedoch nicht geschah. Eine halbe Stunde nach Murats Abreise erschien einer seiner Adjutanten und verlangte, die erhaltene Quittung zum Zwecke der Unterzeichnung durch den Ordonnateur en chef, der sich in Fehrbellin aufhalte, ausgehändigt. Auf den Vorschlag des Grafen, zur Unterzeichnung mitzureisen, reagierte der Adjutant sehr ungehalten. Er gab jedoch dem Grafen sein Ehrenwort, dass er die Quittung am nächsten Morgen unterschrieben zurückbringen werde, worauf der Graf auf die Begleitung nach Fehrbellin verzichtete. Danach hat Graf von Bredow trotz vieler Bemühungen und Schreiberei nichts mehr von der Angelegenheit gesehen oder gehört, weder von seinen Wertsachen noch von der Quittung.
So Fontane weiter, den Grafen zitierend:
„Ich eilte den anderen Tag nach Berlin, meldete mich bei Murat, bei St.Hilaire, allein beim ersten wurde ich nicht vorgelassen, und letzterer bedauerte mich und sagte: «Er hoffe Gelegenheit zu haben, mir durch den Kaiser dies wieder zu verschaffen, dies könnte aber nicht eher geschehen, als bis der Krieg zu Ende wäre. Beim Gouvernement und vorzüglich beim Gouverneur Clark möchte ich ums Himmels willen nichts erwähnen, denn Murat und Clark wären Feinde und der Schwager des Kaisers hätte immer recht. Ich riskierte noch obenein, füsiliert zu werden, da ich gar keinen Beweis durch Quittung hätte. Wollte ich ihn als Zeugen aufrufen, so könnte zwar nicht leugnen, die Sachen gesehen zu haben, er könne aber durchaus nicht behaupten, daß Prinz Murat dies alles mitgenommen hätte – es könnten ja ebensogut andere mir dies genommen haben. Und ich hätte überhaupt nicht meine Quittung dem Adjutanten geben, ich hätte ihn eher totmachen sollen.»“
Damit nahm die Sache für den Grafen ein teures Ende, er verlor ein Vermögen von über 20.000 Taler.
Er wollte und konnte sich mit dem Verlust jedoch nicht abfinden und wandte sich noch einige Male an General Hilaire, der am Ende sagte: „Die Sache wäre alt und man müßte vergessen, was nicht zu ändern wäre; er hätte keinen Teil daran.“
Nach dem Krieg wandte sich der Graf mit einem Brief vom 25. Oktober 1815, der im Detail den Vorgang, den sog. Friesacker Juwelenraub, schildert, über den Geheimen Staatsrat von Quast an den Minister Freiherrn von Altenstein und bat um Wiedergutmachung durch den französischen Staat.
Die Antwort des Ministers von Altenstein auf diese Eingabe datiert vom 12. Januar 1816 und hat folgenden Wortlaut: „Die französische Regierung hat sich auf eine Entschuldigung für das, was französische Generale oder andere Militärs geraubt und geplündert haben, auf keine Weise einlassen wollen, und die verbündeten Mächte haben auf einer solchen Forderung auch nicht bestanden, weil bei der zahllosen Menge von Plünderungen, welche von den französischen Heeren durch ganz Europa während der Revolutionskriege verübt worden sind, ganz Frankreich nicht würde hingereicht haben, um den Schaden zu ersetzen.“

## Seine Nachkommen
Friedrich Ludwig Wilhelm von Bredow hatte mit seiner Frau siebzehn Kinder, neun Jungen und acht Mädchen, von denen einige noch als Kind verstarben. Über den Werdegang einiger Kinder siehe Bredow (Adelsgeschlecht)